# Sue Casey
Sue Casey (született Suzanne Casey) (Los Angeles, Kalifornia, 1926. április 8. – Los Angeles, 2019. február 21.) amerikai színésznő.

## Fontosabb filmjei

### Mozifilmek
- Holiday in Mexico (1946)
- Walter Mitty titkos élete (The Secret Life of Walter Mitty) (1947)
- Secrets of Monte Carlo (1951)
- Egy amerikai Párizsban (An American in Paris) (1951)
- Nagy fák (The Big Trees) (1952)
- Déltengeri hercegnő (Road to Bali) (1952)
- The Other Woman (1954)
- Álom luxuskivitelben (Breakfast at Tiffany's) (1961)
- The Beach Girls and the Monster (1965)
- Swamp Country (1966)
- Camelot (1967)
- Catalina Caper (1967)
- Fesd át a kocsid! (Paint Your Wagon) (1969)
- A nagy szám (The Main Event) (1979)
- Evilspeak (1981)
- Nem jön a hajnal (Till the End of the Night) (1995)
- A Brady család 2. (A Very Brady Sequel) (1996)
- Amerikai szépség (American Beauty) (1999)

### Tv-filmek
- Terror in the Sky (1971)
- Teljes kör (Full Circle) (1996)
- Amit a szerelem lát (What Love Sees) (1996)

### Tv-sorozatok
- The Ann Sothern Show (1959–1960, két epizódban)
- Gunsmoke (1962–1963, két epizódban)
- The White Shadow (1979–1980, két epizódban)
- Bűnvadászok (Bodies of Evidence) (1993, egy epizódban)
- Vörös cipellők (Red Shoe Diaries) (1996, egy epizódban)
- A kis gézengúz (Boy Meets World) (1997, egy epizódban)
- Halálbiztos diagnózis (Diagnosis Murder) (1999, egy epizódban)
- Az ikrek Malibuból (So Little Time) (2002, egy epizódban)